# 難波由城雄
難波 由城雄（なんば ゆきお、1948年 - ）は、日本の写真家。岡山県新見市出身。近畿大学商学部卒。本名は難波教美。

## 経歴
1948年に岡山県新見市井倉で生まれる。中学1年生からコンパクトカメラで写真撮影を始める。
1972年、家業である後楽園入口の土産物店「残夢軒」で働く傍ら、後楽園の撮影を始める。1973年、ジョロウグモの産卵を観察、必死に卵を守るクモの母性愛と命の神秘に感激し、写真家を志すきっかけとなる。1986年、ジョロウグモの生態を記録した初の写真集を出版。
1999年秋～2000年、おかやま後楽園300年祭実行委員会及び、岡山県郷土文化財団主催による写真展「後楽園の四季」を岡山天満屋他、各地で開催。また、同主催によるポスター、カレンダーや中国郵政局の依頼によるポストカードを制作。
2004年、残夢軒に訪れたオランダ人のニコ―・ホルダーマンとの交流がきっかけとなり、オランダで海外初の個展を開催。2012年にはフェンロー市の市立ファン・ボメル・ファン・ダム美術館で展覧会を開催した。
岡山後楽園の風景写真の撮影をライフワークとし、1972年より撮影し続けた写真は6万点以上にものぼる。

## 受賞歴
- 2013年　第10回マルセン文化賞[7]
- 2015年　第73回山陽新聞賞（文化功労）[4]

## 展覧会

### 個展
- 1999年-2003年　「岡山後楽園の四季」（岡山天満屋、京都、名古屋）
- 2001年　「梨畑の虫たち」（鳥取県倉吉市梨記念館）
- 2004年　「岡山後楽園の四季」（オランダ　チルブルグ）
- 2011年　「後楽園の春夏秋冬」（新見美術館）
- 2012年　「写真家、難波 由城雄の目が見た－岡山後楽園」（オランダ　フェンロー市　ファン・ボメル・ファン・ダム美術館）
- 2013年　「岡山後楽園の四季 前期・後期」（岡山シティミュージアム）

### グループ展
- 2008年　「ザ、昆虫ミラクルワールド」栗林 慧・難波 由城雄（新見美術館）
- 2008年　「光の３重奏・ネイチャー・フォト・ワールド」栗林 慧・吉野 信・難波 由城雄（岡山シティミュージアム）
- 2008年　「コラボレーション」イギリス在住の芸術家7人（イギリス　ヨーク州　アートギャラリー）
- 2009年　「わくわく昆虫ギャラリー－ネイチャー・フォト・ワールド－」栗林 慧・吉野 信・難波 由城雄（鳥取二十世紀梨記念館）
- 2013年　「なんば・みちこ×難波由城雄展～詩と写真のコラボレーション～」（吉備路文学館）

### パブリックコレクション
- 2008年　岡山シティミュージアム
- 2010年　新見美術館
- 2012年　ファン・ボメル・ファン・ダム美術館（オランダ）
- 2013年　岡山シティミュージアム
- 2013年　吉備路文学館
- 2014年　アメリカ大使館（ワシントンD.C.）
- 2014年　オランダ大使館（アムステルダム）

## 写真集・著書
- 1986年　「カラー自然シリーズ　ジョロウグモ」　（偕成社　ISBN 9784033336008）
- 1991年　「後楽園」　（山陽新聞社　ISBN 9784881973608）
- 1999年　「網をはるクモ観察事典」　（偕成社　ISBN 9784035274100）
- 2000年　「岡山後楽園の四季」　（吉備人出版　ISBN 9784906577422）
- 2005年　「へんな虫百面相」　（光人社　ISBN 9784769812371）
- 2006年　「350シリーズ　だあれだ？むしのかお」　（ポプラ社　 ISBN 9784591094464）
- 2011年　「後楽園の春夏秋冬」　（吉備人出版　ISBN 9784860692773）
- 2012年　「写真家、難波 由城雄の目が見た－岡山後楽園」　（ファン・ボメル・ファン・ダム美術館）
- 2013年　「竜の住む聖地、龍ノ口山」　（山陽新聞出版センター　ISBN 9784906765058）